# Zeitschrift für Slawistik
Zeitschrift für Slawistik, anglicky Journal for Slavic Studies (v češtině přibližně jako Časopis pro slavisty) je německy a anglicky psaný časopis na téma slovanství.

## Historie
Časopis byl založen v roce 1956 a původně jej vydávala Akademie-Verlag Berlin. Prvními editory byli Hans Holm Bielfeldt, Rudolf Fischer, Ferdinand Liewehr a Eduard Winter.
Poté, co nakladatelství Akademie-Verlag převzal podnikatel Walter de Gruyter a následně je rozpustil, vycházela pouze čtyři čísla časopisu ročně. 
Příspěvky z lingvistiky, literatury a kulturologie jsou publikovány v němčině a angličtině. Současný redakční kolektiv tvoří Peter Kosta, Holger Kusse, Christian Prunitsch a Klavdia Smola.